# 巨人 (韓國電視劇)
《巨人》（韓語：자이언트），為韓國SBS自2010年5月7日起播出的月火連續劇，同時亦為SBS創社20周年大河劇，由李凡秀、朴真熙、黃正音、朱相昱、朴尚民、鄭寶石、李德華、金瑞馨等人主演。以1970年代南韓經濟起飛時期為背景，講述了被人所害因而自小失散的三兄妹，成長並復仇的故事。
該劇格局宏大，演出大時代下的人物有血有肉的故事，隨著故事推演，結合歷史事件的描述手法就猶如讀了韓國近代史。與韓國當年政經上多次的重大事件環環相扣，從朴正熙遇刺、光州事件、三清教育隊的非人道整肅、漢城奧運的籌辦、經天主教正義司祭團揭發的朴鍾哲命案、1987年要求總統直選的六月民主運動、盧泰愚的六二九宣言、三豐百貨店倒塌事件等等，而大結局更是影射全斗煥的貪瀆行為遭公諸於世。
2011年11月2日開始於香港亞洲電視本港台播出。2012年6月24日開始於臺灣八大戲劇台播出，劇名訂為《兄妹情深》。2012年11月1日臺灣壹電視綜合台使用原名《巨人》播出，另外翻譯及配音，未使用八大電視的版本。

## 播放平台
| 地區 | 電視台         | 播出期間                            | 時段                                                      | 集數 | 前檔                 | 接檔                           |
| ---- | -------------- | ----------------------------------- | --------------------------------------------------------- | ---- | -------------------- | ------------------------------ |
| 香港 | 亞洲電視本港台 | 2011年11月2日-2012年1月20日         | 逢星期一至五 8:30pm－10:00pm（11月2日、11月3日為9點首播） | 57集 | 《上海灘之俠醫傳奇》 | 《義本同心》                   |
| 香港 | 鳳凰衛視中文台 | 2011年上半年及2012年9月左右重播     | 鳳凰典藏劇場: 02:00am–03:00am                             |      |                      |                                |
| 臺灣 | GTV戲劇台      | 2012年6月24日起，至2012年11月17日止 | 禮拜六、日 中午12:00-14:00首播；晚上20:00 - 22:00重播     | 84集 | 《擁抱太陽的月亮》   | 《閣樓上的王子》               |
| 臺灣 | 壹電視綜合台   | 2012年11月1日起，至2012年12月31日止 | 禮拜一至五 晚間8:00 - 10:00首播                           | 85集 |                      | 8點《摩登新人類》，9點《小站》 |

## 劇情
以1960~1970年代漢城江南大開發為題材的時代劇，講述了李江慕、李誠慕、李美珠三兄妹為了替父報仇，在漢城江南大開發中成長及他們的愛情故事。

## 演員陣容、角色

### 李家
| 演員                    | 角色                      | 粤语配音                | 國語配音 （八大電視）   | 國語配音 （壹電視） | 介紹 |
| 李凡秀 （少年：呂珍九） | 李江慕 （壹電視：李強慕） | 陳健豪                  | 曹冀魯 （少年：馮友薇） | 宋克軍              | 1958年生，李誠慕的弟弟，李美珠的哥哥，個性極有勇氣又富正義感，聰明，很會打架。父母雙亡後成為街童，又與哥哥誠慕與妹妹美珠失散，後來被黃泰燮收養，成年後成為他的得力助手，對他可說忠心耿耿。與黃靜妍青梅竹馬漸生情愫，卻因此讓趙敏宇視為情敵與競爭對手，後遭誤殺洪基標的正植嫁禍陷害入獄。趙弼然為求徹底剷除江慕，甚至動用關係將其送入以虐囚聞名的「三清教育隊」。在與誠慕相認後才得知黃泰燮是殺父仇人（此點並非事實），於是在獄中發奮苦讀，出獄後創立漢江建設，以打倒黃泰燮的萬寶建設為目標。 |
| 朴尚民 （少年：金秀賢） | 李誠慕                    | 利耀堂                  | 符爽 （少年：賀宇傑）   | 曹冀魯              | 1953年生，李江慕、李美珠的哥哥，個性內向沉穩。在父親遭趙弼然殺害後，帶領母親與弟妹逃離趙弼然手下追殺時，在火車上為引開對方而跳車導致重傷昏迷，因此與家人失散。結果被路過的美軍發現，救回基地收留治療，卻在基地巧遇殺父仇人之一的趙弼然。為接近趙弼然進行復仇，忍辱偷生協助趙弼然竊取美軍機密而獲其賞識進而收養，後隨趙弼然進入情報局，成為趙弼然親信，但對趙弼然隱瞞自己的過去，暗中計劃復仇。                                                                                               |
| 黃正音 （少年：朴河英） | 李美珠                    | 蔡雁紅 （少年：陳姻岐） | 詹雅菁 （少年：王瑞芹） | 楊凱凱              | 1961年生，李江慕、李誠慕的妹妹，個性活潑善良，從小就有當歌手的夢想。父母雙亡後和二哥江慕成為街童，因追趕誤認為失散大哥誠慕的路人而與二哥江慕失散，結果被送至孤兒院收養，成年後以在洪基標會長家幫傭維生。洪基標遭陷害喪命後，先後與二哥江慕、大哥誠慕重逢相認，期間因緣際會與失意的敏宇相遇，兩人發生情愫，卻因父母之仇被迫離開敏宇。多年後獲得柳京玉賞識培養成為歌手，藝名車秀晶。 |
| 崔載雄 （少年：李元日） | 李俊慕                    |                         |                         |                     | 三兄妹另有一最年幼的弟弟。故事之初出生後即遭逢家變，父母雙亡後，江慕與美珠揹起養育俊慕的責任。美珠走失後，因俊慕發高燒，江慕將其送入醫院治療時，院方認為江慕年幼無法獨力照顧俊慕，勸說江慕讓外國夫婦領養俊慕。江慕為了讓俊慕能好好成長，含淚同意讓人領養。直至完結篇時，成年後的俊慕憑著當年江慕簽下的同意書回國尋根，才與江慕重逢。 |
| 鄭奎洙 （特別演出）     | 李大修                    |                         | 孫誠                    |                     | 李家四兄妹的父親，被趙弼然殺害。 |
| 尹宥善 （特別演出）     | 鄭英善                    |                         | 馮友薇                  | 王瑞芹              | 李家四兄妹的母親，在逃亡之際，因煤炭燃燒不全中毒死亡。 |

### 趙弼然家族
| 演員                    | 角色                      | 粤语配音 | 國語配音 （八大電視） | 國語配音 （壹電視） | 介紹 |
| 鄭寶石                  | 趙弼然 （壹電視：趙弼延） | 葉偉麟   | 孫誠                  | 康殿宏              | 本劇的主要反派，趙敏宇的父親，李江慕死敵。登場時為軍人身份，為搶奪走私客的黃金，殺害在不知情的情況下擔任運送司機的李大修（李家三兄妹父親），後憑藉搶奪黃金獲得的財力，透過賄賂方式進入情報局，最後進入政界成為議員，卻仍不斷汲汲營營於擴張勢力。 |
| 朱相昱 （少年：盧英學） | 趙敏宇 （壹電視：趙瑉宇） | 何偉誠   | 宋克軍                | 于正昇              | 1958年生，趙弼然的兒子，李江慕死敵，外表俊俏且極度聰明，學生時期即是全校的第一名，並愛上黃靜妍。表面上不苟言笑，實際上非常厭惡父母不擇手段的強勢態度。長大後留學美國並因不願再念經營管理想當電影導演而被父親毆打，歸國後再度與靜妍重逢並展開追求，卻因江慕介入，屢嚐失敗滋味，因而由愛生恨，後便計劃從黃泰燮手上奪去萬寶建設，奪取成功後成為江慕在建築業的主要競爭對手。期間在感情失意時遇見美珠，被其善良個性打動，轉而愛上美珠，後因美珠不告而別再度陷入低潮，轉而專心事業。多年後與美珠重逢又遭其逃避，不明究理的敏宇在痛苦之中仍暗中幫助美珠的演藝事業。最後因建造的萬寶廣場偷工減料造成倒塌（影射三豐百貨店倒塌事故）而被判入獄。入獄前因美珠得知其長期以來的暗中付出而感動，得到美珠原諒而復合。出獄後用兒子宇朱存錢買下的機票，前往英國與美珠、宇朱團聚。 |
| 洪汝珍                  | 梁明子                    |          |                       |                     | 趙敏宇的母親，趙弼然的妻子，儀態端莊卻個性勢利。在敏宇學生時期，曾為了保住其全校第一名的地位，賄賂校長洩露考試題目。之後在敏宇與美珠交往時，亦因鄙視美珠的貧窮身份而加以羞辱，令美珠飽受委屈。 |

### 黃泰燮家族
| 演員                    | 角色   | 粤语配音 | 國語配音 （八大電視） | 國語配音 （壹電視） | 介紹 |
| 李德華                  | 黃泰燮 |          | 宋克軍                | 符爽                | 黃靜妍的父親，萬寶建設社長，個性沉穩果決，是李大修的多年好友。年輕時為了解決公司的財務危機，鋌而走險答應趙弼然幫他搶奪走私客的黃金，在發現運送司機竟是大修後勸其逃跑，卻為時已晚使大修遭趙弼然殺害，因此悔恨一生。曾為己幹過許多見不得人的壞事。1982年從李江慕口中得知江慕是大修之子後對自己先前背叛柳京玉和李大修感到懊悔，並決定與趙弼然分道揚鑣，後遭趙弼然派高材春謀害未遂，但身受重傷（同年公司遭趙氏父子合謀篡奪）。曾一度中風，幸虧江慕協助得以於1986年完全康復。而後與白波成為結拜兄弟。得知誠慕亦為大修之子後，鼎力協助兩人的復仇計劃，最後進入國會成為議員。 |
| 朴真熙 （少年：南志鉉） | 黃靜妍 |          | 詹雅菁                | 魏晶琦              | 1958年生，黃泰燮的女兒，從小即對數學頗有天份。幼年時因屢遭黃泰燮元配吳南淑欺負，負氣離家找尋生母，期間與幼年的江慕相遇，結下不解之緣，後江慕獲黃泰燮收養，兩人因此青梅竹馬一起長大，漸生情愫。成年後以繼承家業為奮鬥目標，卻在公司遭敏宇奪取後陷入低潮，其後因緣際會進入白波的地下金融（高利貸）組織學習，並在組織中獲生母柳京玉賞識與培養，最後依照白波遺願，成功創立了一番金融事業。 |
| 金正鉉                  | 黃正植 |          |                       |                     | 1958年生，吳南淑所生，靜妍同父異母的哥哥，黃泰燮的兒子。因母親吳南淑的溺愛，從小便好吃懶做、胸無大志，長大後變成花花公子。成年後為求獲得父親的肯定，因想搶奪關鍵文件誤殺了父親商場上的敵人洪基標，情急之下嫁禍江慕，陷害江慕入獄，一度沉溺賭博。多年後，仍因忌妒靜妍而多次暗中協助靜妍敵人對付靜妍。 |
| 金瑞馨                  | 柳京玉 |          |                       |                     | 1938年生，靜妍的親生母親，年輕時由於生活壓力，不得已變得唯利是圖、見錢眼開，多年後因緣際會進入白波的地下金融(高利貸)組織，成為白波的助手與接班人，並經營一家俱樂部酒店，於白波過世後成為組織會長。 |
| 文熙景                  | 吳南淑 |          | 王瑞芹                |                     | 1934年 〜 1987年，黃泰燮的元配，正植的生母，原為富家千金，個性勢利跋扈，認定黃泰燮娶她全是因為欲藉由她的家財創業，因此一直忌妒著黃泰燮對柳京玉的愛，終生不擇手段以讓正植繼承萬寶建設為目標。 |

### 李江慕周邊人物
| 演員   | 角色   | 粤语配音 | 國語配音 （八大電視） | 國語配音 （壹電視） | 介紹 |
| 李文植 | 少泰   |          | 宋克軍                | 林谷珍              | 江慕幼年流浪時，遭遇的擦鞋童幫派首領，成年後因各為其主在談判時重逢。初期個性貪生怕死、見錢眼開，在江慕入獄期間被敏宇與正植收買，入獄刺殺江慕，結果因事跡敗露遭兩人離棄，被趙弼然陷害，與江慕一起被送入以虐囚聞名的「三清教育隊」，卻獲得江慕盡釋前嫌的照顧，被江慕感動後痛改前非，成為江慕的忠實好友與親信。 |
| 申承煥 | 廉時德 |          |                       |                     | 江慕與美珠初期流浪時、寄宿家庭中的兒子，成年後於萬寶建設工作，身材魁梧卻不太聰明，但個性極重義氣，一直是最支持江慕的知心好友，江慕創業後跟隨江慕，成為江慕親信。 |
| 崔河娜 | 廉慶芝 |          |                       |                     | 時德的妹妹，成年後父母入黃泰燮家幫傭，哥哥於萬寶建設工作，自己則在柳京玉的俱樂部中擔任女侍。外表亮麗卻頭腦簡單，一直嚮往能成為歌手可惜歌喉奇差。從小就暗戀江慕，在江慕創業後和哥哥一起進入江慕公司幫忙，後期因老與朴少泰鬥嘴而鬥出感情成為一對。                                                               |
| 宋景哲 | 南英初 |          |                       | 魏伯勤              | 建築界的老手與傳奇人物，與江慕在江慕被派往工程隊服刑時在隊上相識，因欣賞江慕的能力與毅力，自願在江慕創業時加入，負責主持工程方面的事務。 |
| 林鐘尹 | 尹基勳 |          |                       |                     | 江慕中學時的導師，曾為了校方偏袒趙敏宇而仗義直言卻遭到解僱，一直是支持江慕的良師益友。後期成為記者，一度因撰寫報導批評官方武力鎮壓光州事件遭迫害入獄，在以虐囚聞名的「三清教育隊」中與江慕和少泰相遇，重獲自由後，多次利用媒體協助江慕。                                                                     |

### 李誠慕周邊人物
| 演員   | 角色   | 粤语配音 | 國語配音 （八大電視） | 國語配音 （壹電視） | 介紹 |
| 黃澤和 | 劉燦成 |          |                       |                     | 誠慕在情報局裡的助手，真正身份為誠慕少年時期在美軍基地時、照顧誠慕的韓國醫官的弟弟。因哥哥同樣是被趙弼然害死，因此與誠慕相認後，成為其助手，一同暗中計劃復仇。                                                           |
| 劉珠熙 | 池妍秀 |          |                       |                     | 後期登場，為情報局的新進人員，個性迷糊，被安排成為誠慕與燦成的助理，實則被利用監視兩人的一舉一動並回報上級，因此間接造成燦成身亡，在得知實情後深感內疚，最後救走因頭部中彈導致智能退化的誠慕，成為其妻子，悉心照顧多年。 |

### 李美珠（藝名：車秀晶）周邊人物
| 演員   | 角色   | 粤语配音 | 國語配音 （八大電視） | 國語配音 （壹電視） | 介紹 |
| 金義鎮 | 姜宇朱 |          |                       |                     | 1982年生，美珠和敏宇的兒子，美珠為保護他，以義母姜貞子的姓氏入籍。 |
| 洪慶娟 | 姜貞子 |          |                       |                     | 洪基標的妻子，因不明原因下半身癱瘓。初期因自卑而脾氣暴躁，時常打罵在家中幫傭的美珠，美珠卻始終用微笑面對。最後被美珠感動，把美珠當親生女兒般疼愛，收美珠為義女，並協助照顧宇朱，讓美珠專心演藝事業。 |
|        | 善兒   |          |                       |                     | 初期為美珠同事，個性聒噪卻善良，是美珠的知心好友，在美珠成為歌手後，擔任美珠的助理。 |

### 其它人物
| 演員   | 角色     | 粤语配音 | 國語配音 （八大電視） | 國語配音 （壹電視） | 介紹 |
| 任 革  | 白波崔烈 |          |                       | 孫中台              | 擁有龐大的地下金融（高利貸）組織，德高望重，所有成員都尊稱其為「大人」，年輕時曾因欠下債務導致一手遭砍斷，從此引以為戒，立志創立一番金融事業。篤信佛教，個性沉穩睿智，在遇見落魄的柳京玉後，收留柳京玉並將其培養成為得力助手與接班人。趙弼然覬覦其龐大的財富與足以影響財經界的高利貸組織，屢屢威脅白波交出政治獻金而導致兩人成為敵對關係，援助黃泰燮對抗趙弼然，並與黃泰燮成為結拜兄弟。最後因罹癌過世，過世前不久透過錄音遺囑指定死後事業繼承給柳京玉，並收回給予組織所有成員的本金，再將其悉數捐贈公益機構。 |
| 李承亨 | 文成鐘   |          | 曹冀魯                |                     | 登場時為趙敏宇在萬寶建設時的下屬，後協助敏宇篡奪萬寶建設，成功後成為敏宇的親信，是唯一知道敏宇暗中幫助美珠事業的人。 |
| 尹容賢 | 高材春   |          | 符爽                  |                     | 從趙弼然身為軍人時期即是其副官，隨趙弼然進入情報局與政界後，一直擔任趙弼然的隨從，受趙弼然命執行所有不法勾當。 |
| 孫炳昊 | 洪基標   |          |                       |                     | 大陸建設社長，黃泰燮在商場上的主要敵手，在商場上相當自負，在家中卻非常疼愛自己的妻子，並對在家中幫傭的美珠視如親生女兒一般的照顧，是美珠與誠慕失散多年後重逢的主要推手，後因商界鬥爭遭正植誤殺。 |
| 金學哲 | 吳炳託   |          |                       |                     | 國會議長，個性豪爽、剛正不阿，深受三任總統的信任與依賴，擁有影響中央決策的地位，與韓明碩市長是親如兄弟的好友，後期也成為將趙弼然繩之以法的助力之一。 |
| 李孝正 | 韓明碩   |          |                       |                     | 登場時為首爾市建設局局長，後期升任為副市長、市長，個性木訥寡言，一直欣賞美珠卻始終待之以禮，後期也成為將趙弼然繩之以法的助力之一。 |
| 李基英 | 閔鴻基   |          |                       |                     | 登場時為情報局幹部，後期成為國會議員，城府極深。年輕時在軍中曾是趙弼然的部屬，卻曾遭趙弼然毆打刑求，因此對趙弼然頗有不滿。在趙弼然進入情報局後，成為趙弼然的上司，因此藉機對趙弼然多有刁難，令趙弼然懷恨在心，直到兩人皆進入國會成為議員後，成為平起平坐的死敵。後期與誠慕、江慕合作，也成為將趙弼然繩之以法的助力之一。 |
| 金盛吳 | 車富哲   |          |                       |                     | 登場時為白波的地下金融組織成員，受白波命令以美男計測試靜妍執行任務的能力，個性心術不正，因與趙弼然勾結，遭白波逐出組織而心懷怨恨，在得知柳京玉為靜妍生母後，綁架靜妍要脅柳京玉，最後在江慕與誠慕營救下，事敗逃走。大學時曾為業餘拳擊手。有暴力和詐欺前科。 |
| 金圭哲 | 盧甲秀   |          |                       |                     | 白波的地下金融組織「四大金剛」之一，為奪取白波事業，與趙弼然勾結。 |

## 歌曲及電視原聲

### 香港版
- 『Sa Rang Hae Yo』（主題曲）

作詞：喬星　作曲 / 歌曲監製：彭遠揚、江暉　編曲：江暉　主唱：彭遠揚
Backing Vocal：喬茵、甯浩基　Guitar：李世雄　Drum：Dog仔　Mixing：魏志明
Recording Studio：Conrad Studio、E I Studio　Mixing and Mastering Studio：E I Studio

## 收視率
| 集數   | 播放日期       | TNMS 收视率      | TNMS 收视率    | AGB 收视率       | AGB 收视率     |
| 集數   | 播放日期       | 大韓民國（全國） | 首爾（首都圈） | 大韓民國（全國） | 首爾（首都圈） |
| ------ | -------------- | ---------------- | -------------- | ---------------- | -------------- |
| 第1集  | 2010年5月10日  | 9.6%             | 9.6%           | 10.0%            | 12.1%          |
| 第2集  | 2010年5月10日  | 14.0%            | 14.7%          | 13.5%            | 12.1%          |
| 第3集  | 2010年5月11日  | 11.3%            | 11.4%          | 11.6%            | 12.4%          |
| 第4集  | 2010年5月17日  | 12.4%            | 11.6%          | 11.0%            | 10.4%          |
| 第5集  | 2010年5月18日  | 12.8%            | 12.7%          | 13.3%            | 13.1%          |
| 第6集  | 2010年5月24日  | 13.9%            | 14.2%          | 13.9%            | 14.8%          |
| 第7集  | 2010年5月25日  | 14.3%            | 13.8%          | 14.7%            | 14.7%          |
| 第8集  | 2010年5月31日  | 15.5%            | 14.8%          | 14.8%            | 14.8%          |
| 第9集  | 2010年6月1日   | 17.0%            | 16.6%          | 15.4%            | 16.3%          |
| 第10集 | 2010年6月7日   | 14.7%            | 14.6%          | 13.8%            | 13.8%          |
| 第11集 | 2010年6月8日   | 14.2%            | 13.4%          | 14.9%            | 14.6%          |
| 第12集 | 2010年6月22日  | 13.9%            | 13.7%          | 12.4%            | 12.5%          |
| 第13集 | 2010年6月28日  | 13.8%            | 14.0%          | 12.8%            | 12.9%          |
| 第14集 | 2010年6月29日  | 15.7%            | 15.4%          | 14.4%            | 15.2%          |
| 第15集 | 2010年7月5日   | 13.8%            | 13.2%          | 14.3%            | 14.4%          |
| 第16集 | 2010年7月6日   | 15.0%            | 13.8%          | 14.8%            | 14.7%          |
| 第17集 | 2010年7月12日  | 17.0%            | 16.3%          | 16.4%            | 17.6%          |
| 第18集 | 2010年7月13日  | 16.8%            | 15.6%          | 18.2%            | 18.4%          |
| 第19集 | 2010年7月19日  | 16.4%            | 15.7%          | 16.4%            | 16.6%          |
| 第20集 | 2010年7月20日  | 17.0%            | 15.9%          | 18.9%            | 19.6%          |
| 第21集 | 2010年7月26日  | 15.9%            | 14.8%          | 17.4%            | 18.4%          |
| 第22集 | 2010年7月27日  | 17.3%            | 16.0%          | 19.1%            | 20.7%          |
| 第23集 | 2010年8月2日   | 18.2%            | 17.2%          | 19.2%            | 20.2%          |
| 第24集 | 2010年8月3日   | 20.1%            | 18.7%          | 20.7%            | 20.8%          |
| 第25集 | 2010年8月9日   | 21.6%            | 21.0%          | 21.4%            | 22.2%          |
| 第26集 | 2010年8月10日  | 22.7%            | 22.0%          | 22.9%            | 23.7%          |
| 第27集 | 2010年8月16日  | 22.8%            | 22.7%          | 22.4%            | 22.2%          |
| 第28集 | 2010年8月17日  | 24.0%            | 23.8%          | 24.9%            | 25.3%          |
| 第29集 | 2010年8月23日  | 22.3%            | 21.4%          | 22.4%            | 23.4%          |
| 第30集 | 2010年8月24日  | 21.6%            | 21.1%          | 21.0%            | 21.2%          |
| 第31集 | 2010年8月30日  | 22.3%            | 21.6%          | 20.9%            | 21.4%          |
| 第32集 | 2010年8月31日  | 23.1%            | 22.2%          | 22.2%            | 22.8%          |
| 第33集 | 2010年9月6日   | 23.7%            | 22.9%          | 22.6%            | 23.1%          |
| 第34集 | 2010年9月7日   | 24.4%            | 23.6%          | 24.2%            | 23.9%          |
| 第35集 | 2010年9月13日  | 23.4%            | 22.1%          | 23.6%            | 23.8%          |
| 第36集 | 2010年9月14日  | 24.8%            | 23.3%          | 24.2%            | 24.5%          |
| 第37集 | 2010年9月20日  | 21.5%            | 20.5%          | 20.6%            | 19.9%          |
| 第38集 | 2010年9月21日  | 17.7%            | 16.7%          | 17.6%            | 17.6%          |
| 第39集 | 2010年9月27日  | 22.7%            | 22.0%          | 22.3%            | 22.1%          |
| 第40集 | 2010年9月28日  | 24.9%            | 24.4%          | 23.1%            | 23.0%          |
| 第41集 | 2010年10月4日  | 21.7%            | 21.1%          | 22.5%            | 22.3%          |
| 第42集 | 2010年10月5日  | 22.0%            | 21.1%          | 24.7%            | 25.1%          |
| 第43集 | 2010年10月11日 | 27.4%            | 27.2%          | 27.9%            | 28.3%          |
| 第44集 | 2010年10月12日 | 23.9%            | 23.5%          | 24.0%            | 23.9%          |
| 第45集 | 2010年10月18日 | 29.0%            | 29.5%          | 28.9%            | 30.4%          |
| 第46集 | 2010年10月19日 | 28.4%            | 28.4%          | 28.5%            | 28.8%          |
| 第47集 | 2010年10月25日 | 29.0%            | 29.1%          | 28.1%            | 29.3%          |
| 第48集 | 2010年10月26日 | 29.8%            | 30.0%          | 29.2%            | 30.9%          |
| 第49集 | 2010年11月1日  | 29.2%            | 29.5%          | 28.0%            | 28.7%          |
| 第50集 | 2010年11月2日  | 29.1%            | 29.1%          | 29.8%            | 30.2%          |
| 第51集 | 2010年11月8日  | 30.5%            | 30.4%          | 29.5%            | 30.3%          |
| 第52集 | 2010年11月9日  | 29.8%            | 29.5%          | 29.7%            | 30.0%          |
| 第53集 | 2010年11月15日 | 30.8%            | 31.2%          | 29.2%            | 29.3%          |
| 第54集 | 2010年11月16日 | 30.1%            | 29.9%          | 29.7%            | 29.8%          |
| 第55集 | 2010年11月22日 | 31.4%            | 31.8%          | 30.7%            | 30.2%          |
| 第56集 | 2010年11月23日 | 29.0%            | 29.2%          | 29.1%            | 29.1%          |
| 第57集 | 2010年11月29日 | 31.9%            | 31.7%          | 31.4%            | 32.3%          |
| 第58集 | 2010年11月30日 | 32.6%            | 32.6%          | 32.7%            | 32.8%          |
| 第59集 | 2010年12月6日  | 33.4%            | 33.2%          | 32.7%            | 33.2%          |
| 第60集 | 2010年12月7日  | 40.1%            | 40.1%          | 38.2%            | 38.6%          |

## 獎項
| 年度   | 大獎                   | 獎項                       | 入圍者         | 結果 |
| ------ | ---------------------- | -------------------------- | -------------- | ---- |
| 2010年 | 第23屆韓國畫梅獎       | 最優秀作品獎               | 李奇福、李相昱 | 獲獎 |
| 2010年 | 第23屆韓國畫梅獎       | 最優秀女子演技獎           | 黃正音         | 獲獎 |
| 2010年 | 第23屆韓國畫梅獎       | 導演獎                     | 劉仁植         | 獲獎 |
| 2010年 | SBS演技大獎            | 最佳電視劇獎               | 《巨人》       | 獲獎 |
| 2010年 | SBS演技大獎            | 特別企劃劇男子最優秀演技獎 | 李凡秀         | 獲獎 |
| 2010年 | SBS演技大獎            | 特別企劃劇男子最優秀演技獎 | 朴尚民         | 提名 |
| 2010年 | SBS演技大獎            | PD獎                       | 朴尚民         | 獲獎 |
| 2010年 | SBS演技大獎            | 特別企劃劇男子優秀演技獎   | 鄭寶石         | 獲獎 |
| 2010年 | SBS演技大獎            | 特別企劃劇女子優秀演技獎   | 朴真熙         | 獲獎 |
| 2010年 | SBS演技大獎            | 特別企劃劇男子助演獎       | 李德華         | 獲獎 |
| 2010年 | SBS演技大獎            | 特別企劃劇女子助演獎       | 黃正音         | 提名 |
| 2010年 | SBS演技大獎            | 十大明星獎                 | 李凡秀         | 獲獎 |
| 2010年 | SBS演技大獎            | 十大明星獎                 | 朴真熙         | 獲獎 |
| 2010年 | SBS演技大獎            | 十大明星獎                 | 鄭寶石         | 獲獎 |
| 2010年 | SBS演技大獎            | 最佳情侶獎                 | 黃正音&朱相昱  | 獲獎 |
| 2010年 | SBS演技大獎            | 新星獎                     | 黃正音         | 獲獎 |
| 2010年 | SBS演技大獎            | 新星獎                     | 朱相昱         | 獲獎 |
| 2010年 | SBS演技大獎            | 新星獎                     | 金秀賢         | 獲獎 |
| 2011年 | 第2屆首爾文化藝術大獎  | 電視劇演員獎               | 李凡秀         | 獲獎 |
| 2011年 | 第47屆百想藝術大獎     | 作品獎                     | 《巨人》       | 提名 |
| 2011年 | 第47屆百想藝術大獎     | 男子最優秀演技獎           | 鄭寶石         | 獲獎 |
| 2011年 | 第47屆百想藝術大獎     | 男子最優秀演技獎           | 李凡秀         | 提名 |
| 2011年 | 第47屆百想藝術大獎     | 導演獎                     | 劉仁植         | 提名 |
| 2011年 | 第47屆百想藝術大獎     | 劇本獎                     | 張英哲、鄭景順 | 提名 |
| 2011年 | 第47屆百想藝術大獎     | 男子人氣獎                 | 李凡秀         | 提名 |
| 2011年 | 第47屆百想藝術大獎     | 男子人氣獎                 | 鄭寶石         | 提名 |
| 2011年 | 第47屆百想藝術大獎     | 男子人氣獎                 | 朱相昱         | 提名 |
| 2011年 | 第47屆百想藝術大獎     | 女子人氣獎                 | 黃正音         | 提名 |
| 2011年 | 第4屆韓國電視劇大獎    | 男子最優秀演技獎           | 李凡秀         | 提名 |
| 2011年 | 第4屆韓國電視劇大獎    | 男子助演獎                 | 朱相昱         | 獲獎 |
| 2011年 | 第4屆韓國電視劇大獎    | 男子助演獎                 | 金盛吳         | 提名 |
| 2011年 | 第18屆韓國文化演藝大獎 | 男子優秀演技獎             | 李凡秀         | 獲獎 |
| 2011年 | 第38届韓國放送大獎     | 長篇電視劇獎               | 《巨人》       | 獲獎 |
| 2011年 | 第38届韓國放送大獎     | 編劇獎                     | 張英哲、鄭景順 | 獲獎 |

## 腳註
1. ↑  劇中顯示漢字為趙弼然。
2. ↑  此人物於《工薪族楚漢志》有出現過。
3. ↑  此名字於《工薪族楚漢志》有出現過，但有趣的事是名字成秦始皇會長的雞。
4. ↑  .   [2011-04-30]. （原始内容存档于2014-12-28）.
5. ↑  AGB닐슨 미디어리서치 홈페이지 的存檔，存档日期2014-06-19.
6. ↑  1, 2集 수도권 시청률의 평균치

## 外部連結
- 韓國SBS
- 臺灣GTV（繁體中文）
- 香港亞洲電視（繁體中文）

| SBS 月火劇                             | SBS 月火劇                                          | SBS 月火劇 |
| -------------------------------------- | --------------------------------------------------- | ---------- |
|                                        | （2010年5月10日 - 2010年12月7日）                   |            |
| 濟眾院 （2010年1月4日 - 2010年5月4日） | 雅典娜：戰爭女神 （2010年12月13日 - 2011年2月21日） |            |

| 香港 亞洲電視本港台 星期一至五 21:00 - 22:00 第二線劇集時段 | 香港 亞洲電視本港台 星期一至五 21:00 - 22:00 第二線劇集時段 | 香港 亞洲電視本港台 星期一至五 21:00 - 22:00 第二線劇集時段 |
| ----------------------------------------------------------- | ----------------------------------------------------------- | ----------------------------------------------------------- |
|                                                             | （2011年11月2日 - 2012年1月20日）                           |                                                             |
| 上海灘之俠醫傳奇 （2011年10月3日 - 2011年11月1日）          | 《義本同心》 （2012年1月23日 - 2012年3月16日）              |                                                             |

| 香港 亞洲電視本港台 -星期六重播 2014年6月7日-2014年12月27日 12:50-15:55 | 香港 亞洲電視本港台 -星期六重播 2014年6月7日-2014年12月27日 12:50-15:55 | 香港 亞洲電視本港台 -星期六重播 2014年6月7日-2014年12月27日 12:50-15:55 |
| ----------------------------------------------------------------------- | ----------------------------------------------------------------------- | ----------------------------------------------------------------------- |
|                                                                         | 巨人 (韓國電視劇)                                                       |                                                                         |
| 賽馬直擊                                                                | 愛上女主播                                                              |                                                                         |

| 臺灣 八大戲劇台 星期六、日12:00 - 14:00      | 臺灣 八大戲劇台 星期六、日12:00 - 14:00     | 臺灣 八大戲劇台 星期六、日12:00 - 14:00     |
| -------------------------------------------- | ------------------------------------------- | ------------------------------------------- |
|                                              | 兄妹情深 （2012年6月24日 - 2012年11月17日） |                                             |
| 擁陽 （2012年5月6日 - 2012年6月23日）        | 閣樓 （2012年11月18日 - 2013年2月16日）     |                                             |
| 星期一至五 20:00 - 22:00                     |                                             |                                             |
| 危險的女人 （2012年12月19日 - 2013年2月7日） | 兄妹情深 （2013年2月8日 - 2013年4月8日）    | 親愛的瑞英 （2013年4月9日 - 2013年5月28日） |

| 臺灣 壹電視綜合台 星期一至五 20:00 - 22:00 | 臺灣 壹電視綜合台 星期一至五 20:00 - 22:00                                                                 | 臺灣 壹電視綜合台 星期一至五 20:00 - 22:00 |
| ------------------------------------------ | --- | ------------------------------------------ |
|                                            | （2012年11月1日 - 2012年12月31日）                                                                         |                                            |
| —                                          | 摩登新人類（20:00-21:00） （2013年1月1日 - 2013年1月21日） 小站（21:00-22:00） （2013年12月31日 - 2013年） |                                            |